# آني أندرسون
آني أندرسون (بالفرنسية: Annie Anderson)‏ واسمها الحقيقي شانتال أندرسون هي ممثلة فرنسية ولدت بتاريخ 20 مارس 1940 في باريس وتُوفيت في 5 مارس 197 في نفس المدينة بعدما قامت بشنق نفسها داخل شقتها لسبب مجهول.

## السيرة الذاتية
صرحت آني في وقت سابق أنها مثلت فيلهما الأول هي لم تتجاوز الـ 16 سنة بعد؛ وأنها اختارت لنفسها الاسم الفني آني خلال أدائها للدور في ذلك الفيلم.
بدأت مسيرتها المهنية الفعلية عندما شاركت في فيلم عروس جميلة جدا للمخرج بيير غاسبار، ثم اكتشفها أندري هونبال الذي قرر العمل معها فشاركت معه في خمسة من أصل ستة من الأفلام القصيرة التي أخرجها أو ساهم في إنتاجها. وقد صرح أندري أن «آني شابة ذكية وفاتنة الجمال ... سوف تحظى بشعبية كبيرة وبنجاح مبهر عما قريب وذلك بفضل مشاركتها في عدة أفلام على رأسها فيلم كابيتان، الحدباء ثم معجزة من الذئاب». وبالرغم من النجاح الفعلي والقصير الذي حظيت به آني إلا أن رحلة عطائها في المجال الفني وفي مجال السينما الفرنسية قد توقف بعدما اختفت من على الشاشات بعد آخر دور صغير لها في فيلم ل furia à باهيا على OSS 117 الذي صَدر عام 1965.
وُجدت آني مشنوقة في شقتها بباريس وقد ذكرت شرطة المدينة في تقريرها أن الممثلة انتحرت (شنقت نفسها بنفسها) ولم تتعرض لجريمة قتل أو شيء من هذا القبيل وقد شكلت وفاتها حينها موجة من القلق والذعر بسبب إقدام ممثلة «ناجحة» على فعل مثل هذا.) دُفنت آني يوم 5 مارس 1970 في مقبرة سانت كوينتين في منطقة سانت جوان الشارع الثاني.

## قائمة أفلامها

### في السينما
- 1956: عروس جميلة جدا
- 1959: وقف المجزرة
- 1959: الأحدب (ضيف شرف)
- 1960: كابيتان
- 1961: معجزة الذئاب
- 1965: مصاص لدماء من دوسلدورف
- 1965: هروب باهيا من أجل أو إس إس 117

## رابط خارجي
- آني أندرسون على موقع IMDb (الإنجليزية)
- آني أندرسون على موقع ألو سيني (الفرنسية)
- آني أندرسون على موقع قاعدة بيانات الأفلام السويدية (السويدية)
- آني أندرسون على موقع قاعدة بيانات الفيلم (الإنجليزية)
- آني أندرسون على موقع كينوبويسك (الروسية)